# Szele Mihály
Szele Mihály (Körmöcbánya, 1896. november 29. – Budapest, 1972. február 10.) kohómérnök, egyetemi tanár.

## Életrajza
Selmecbányán és Sopronban végezte tanulmányait, 1922-től 1944-ig dolgozott a Diósgyőri Vasgyárnál. 1945-ben az ideiglenes kormányban iparügyi tanácsos volt, később az Iparügyi Minisztériumban dolgozott. A Kohó- és Gépipari Minisztérium megalakulásától 1954-ig vezette annak vaskohászati főosztályát. 1954–től igazgatóhelyettes volt a Vasipari Kutató Intézetben, 1956-tól egyúttal a miskolci Nehézipari Műszaki Egyetemen tanított a Vaskohászati tanszék tanáraként. 1965-ben vonult nyugdíjba. 1954–60-ban az Országos Magyar Bányászati és Kohászati Egyesület elnöke volt, 1969-ben tiszteletbeli tagja lett. Szakmai érdemeinek elismeréseképpen Wahlner Aladár- és Fazola Henrik-emlékérmet kapott.